# Gamla synder
Gamla synder är en roman av Elizabeth George, utgiven i Storbritannien år 1989. Engelska originalets titel är Payment in Blood. Ragna Liljedal översatte romanen till svenska 1990. Romanen är den andra i serien om Lynley.

## Handling
Ett mord begås i en trupp av skådespelare på ett hotell i Skottland. Hotellets ägare är syster till en av männen i truppen och i övrigt består sällskapet av ett antal personer som är släkt, ingifta eller gamla kollegor. Lynley och Havers sänds ut för att förhöra den chockerade men även arga gruppen. Mitt under utredningen begås ett nytt mord samtidigt som Lynley måste hantera det faktum att hans kärlek Helen är romantiskt involverad med en av männen i truppen. Som väntat har flera av nyckelpersonerna en hel del att dölja och utredningen leder även till ett omkring 15 år gammalt mord. En rad oväntade turer och ytterligare avslöjanden följer innan Lynley och Havers med möda kan ro fallet i hamn. Under utredningens gång får läsaren för första gången möta Winston Nkata, vid denna tid enbart konstapel. Övriga återkommande karaktärer är Lynleys vänner Simon och Deborah St James samt Lynleys chef Webberley. 